# Первомайське отділення "Сільхозтехніка"
Первома́йське отді́лення «Сільхозте́хніка» (рос. Первомайское отделение "Сельхозтехника", ерз. Первомайское отделение "Сельхозтехника") — селище у складі Лямбірського району Мордовії, Росія. Входить до складу Первомайського сільського поселення.

## Населення
Населення — 53 особи (2010; 52 у 2002).
Національний склад (станом на 2002 рік):
- росіяни — 79 %